# Acacia poliochroa
Acacia poliochroa é uma espécie de leguminosa do gênero Acacia, pertencente à família Fabaceae.